# Либертарианская партия (Великобритания)
Либертарианская партия, также известная как Британская либертарианская партия (LPUK) — либертарианская политическая партия в Великобритании. Адам Браун является лидером партии с августа 2015 года.

## История
Партия была основана в январе 2008 года под руководством Патрика Весси, зарегистрировавшего партию в Избирательной комиссии в ноябре 2007 года. В мае 2008 года ведущий писатель The Daily Telegraph Алекс Синглтон заявил, что основателям нужно было создать группу давления, а не партию. Синглтон считал, что новая партия уменьшит влияние либертарианства.
17 сентября 2008 года Весси ушел с поста лидера партии и был заменен Яном Паркер-Джозефом. Партия объявила о своем членстве в 1000 человек и надеялась, что после скандала с парламентскими расходами «утвердится в медийном пространстве с помощью пары ярких выступлений». Он сказал, что партия хочет гораздо меньшего правительства и сначала снизит налогообложение до 10 %, прежде чем вообще его убрать.
28 ноября 2010 года Эндрю Уизерс был избран лидером партии.
После внутреннего голосования 15 августа 2015 года члены партии избрали лидером партии Адама Брауна.
Во время местных выборов 2018 года партия была охарактеризована как находящаяся «на окраине мейнстрима британской политики».
В октябре 2018 года депутат Европарламента Билл Этеридж, бывший член Партии независимости Великобритании, присоединился к партии и стал ее заместителем председателя. Этеридж продолжал быть членом парламентской группы «Европа за свободу и демократию» в Европейском парламенте. Однако затем он ушел, чтобы вступить в партию Брекзита в феврале 2019 года.

## Результаты выборов

### Всеобщие выборы
| Округ        | Кандидат      | Голоса | %   |
| ------------ | ------------- | ------ | --- |
| Девайзис     | Ник Кум       | 141    | 0,3 |
| Саттон и Чим | Мартин Каллип | 41     | 0,1 |

Партия не выставила кандидатов в депутаты на всеобщих выборах 2015 года, назвав это «пустой тратой времени и средств».
| Округ                           | Кандидат       | Голоса | %   |
| ------------------------------- | -------------- | ------ | --- |
| Бейсинсток                      | Скотт Невилл   | 213    | 0,4 |
| Блейдон                         | Майкл Маркетти | 114    | 0,2 |
| Кингстон-апон-Халл-Уэст и Хессл | Уилл Тейлор    | 67     | 0,2 |
| Портсмут-Норт                   | Джо Дженкинс   | 130    | 0,3 |

| Округ                  | Кандидат         | Голоса | %   |
| ---------------------- | ---------------- | ------ | --- |
| Чичестер               | Адам Браун       | 224    | 0,4 |
| Севеноукс              | Шон Финч         | 295    | 0,6 |
| Страуд                 | Гленвилл Гогерли | 567    | 0,9 |
| Крю и Нантвич          | Эндрю Кинсман    | 149    | 0,3 |
| Лестершир Северо-Запад | Дэн Лиддикотт    | 140    | 0,3 |

### Дополнительные выборы
54-й Парламент
| Выборы      | Кандидат      | Голоса | % голосов | Место |
| ----------- | ------------- | ------ | --------- | ----- |
| Норвич Норт | Томас Берридж | 36     | 0,1       | 11-й  |

57-й Парламент
| Выборы      | Кандидат | Голоса | % голосов | Место |
| ----------- | -------- | ------ | --------- | ----- |
| Левишам Ист | Шон Финч | 38     | 0,2       | 11-й  |